# Hôtel de Jassaud
Ne doit pas être confondu avec Hôtel de Jassaud (Blois).
L'hôtel de Jassaud est un hôtel particulier situé sur l'île Saint-Louis à Paris, en France.

## Localisation
L'hôtel est situé dans le 4e arrondissement de Paris, sur la rive nord de l'île Saint-Louis, au 19 quai de Bourbon (Grand hôtel de Jassaud) et au 26 rue Le Regrattier (Petit hôtel de Jassaud).

## Histoire
L'hôtel est construit en 1642 pour le maître des requêtes Nicolas de Jassaud.
La sculptrice Camille Claudel travailla dans son atelier du rez-de-chaussée de 1899 à 1913. Dans cette demeure résidèrent aussi Maurice Maindron, auteur de romans de cape et d'épée, gendre de José-Maria de Heredia, le graveur Félix Buhot, ami du peintre Norbert Gœneutte, qui réalisa ici des portraits de la famille, l'historien Georges de Lastic, le poète Édouard Guerber et l'écrivain Albert t'Serstevens.
L'édifice est inscrit au titre des monuments historiques en 1988, alors que la façade donnant sur le quai et la partie de toiture correspondante sont classées en 1993 . Il comporte un petit jardin et une deuxième cour.

## Galerie

Autres vues
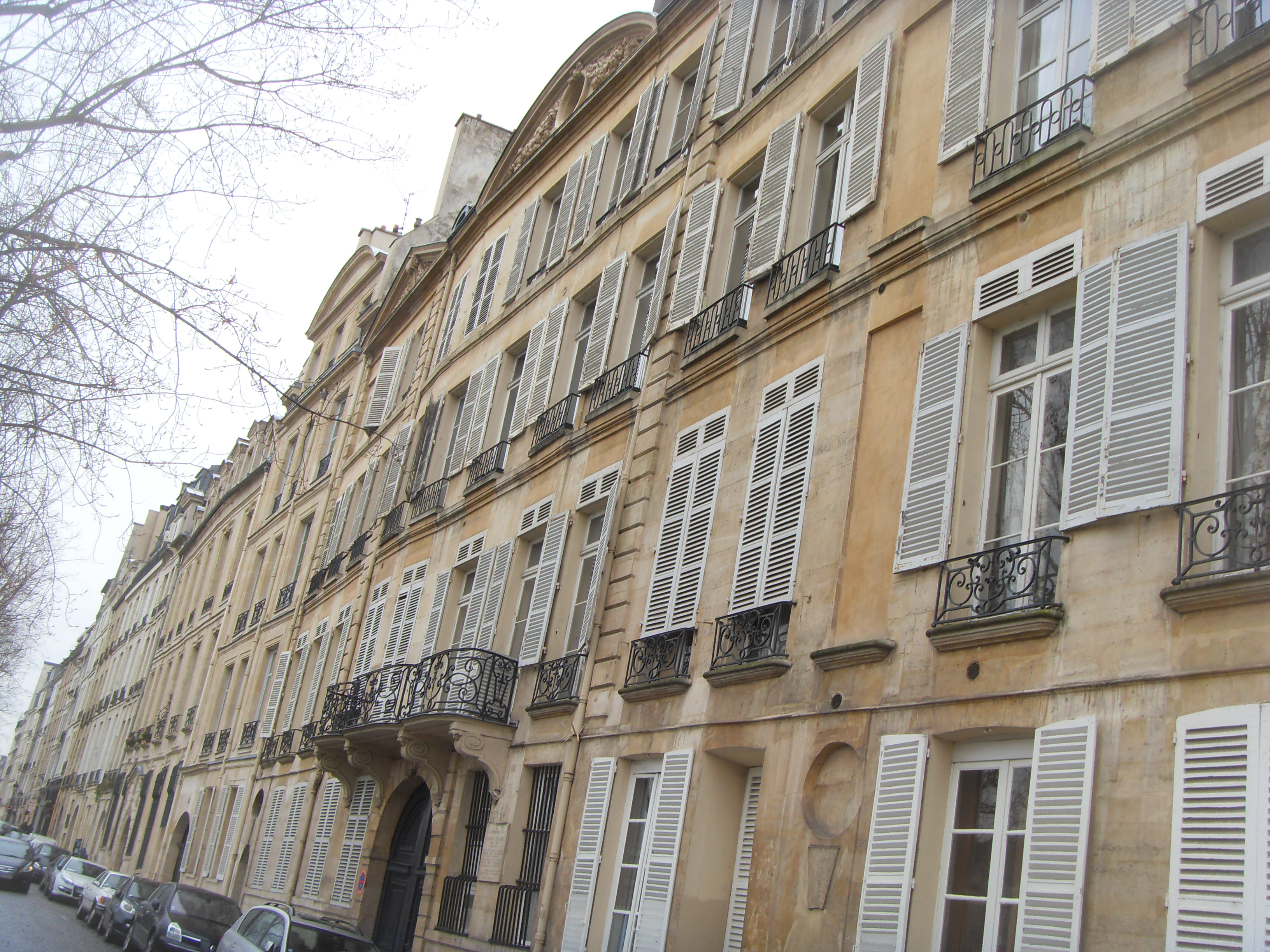
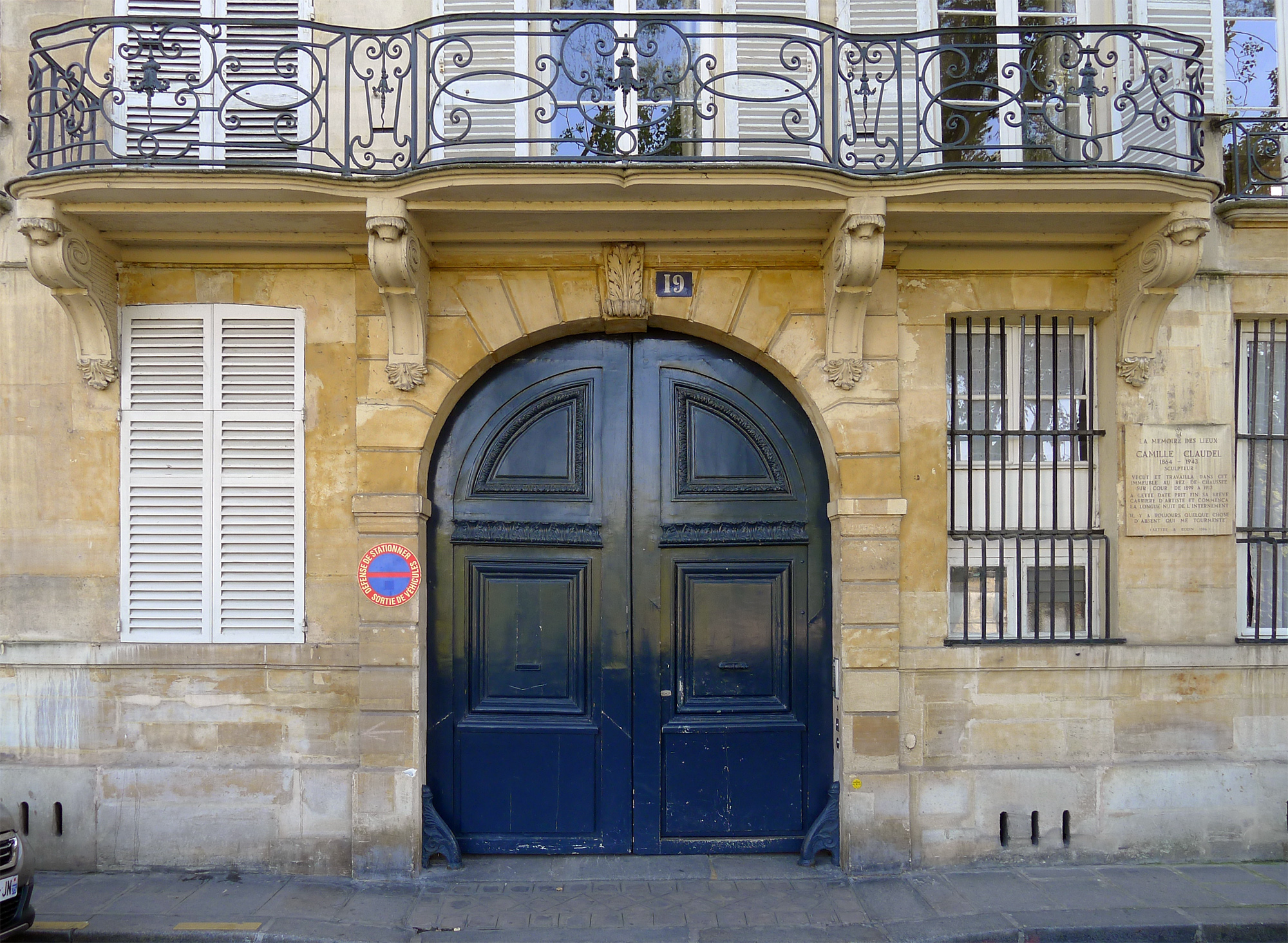
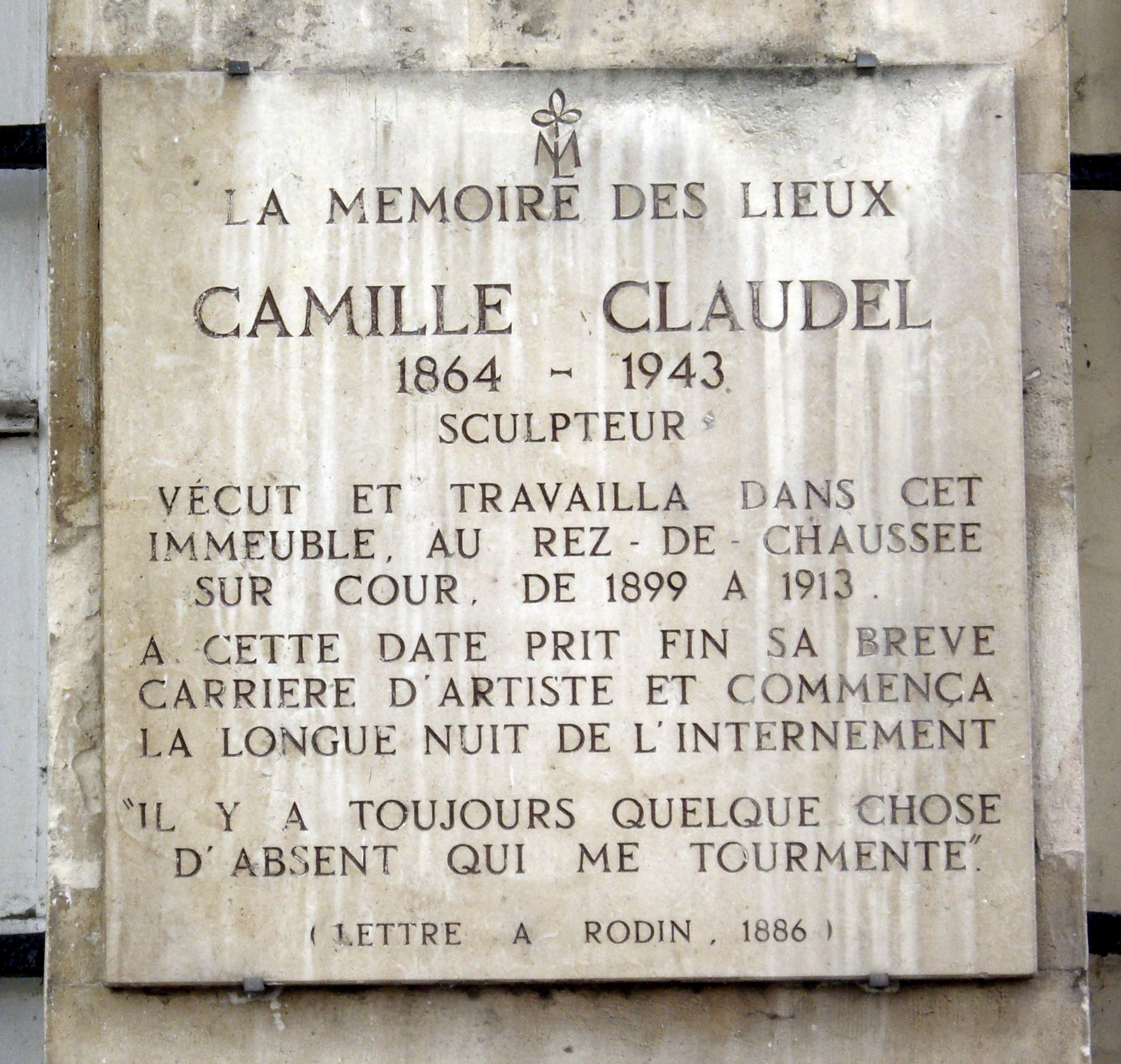